# Петруняк Михайло Андрійович
Петруняк Михайло Андрійович (нар. 17 жовтня 1969 р.; с. Добротів) — юрист, магістр державного управління, радник Прем'єр-міністра України (2008—2010 рр.), історик, економіст, журналіст (член НСЖУ), громадський діяч, кандидат в депутати Верховної Ради України (2014 рік — двічі), Президент Україно-Іспанської Торгової палати.

## Біографічні відомості
Петруняк Михайло Андрійович, народився 17 жовтня 1969 року у с. Добротів Надвірнянського району Івано-Франківської області.
- Батько — інженер, викладач;
- Мати — працівник заводу.

На сьогодні проживає у м. Валенсія, Іспанія. Має громадянство України та Іспанії. Виховує трьох дітей — дочка Марія, сини Ростислав та Олександр. Судимий не був. Безпартійний, ніколи не був членом жодної з партій.

### Освіта
- У 1984 році закінчив Добротівську восьмирічну школу, а в 1984—1987 рр. навчався в сільськогосподарському училищі СПТУ-32 в с. Коршеві Коломийського району Івано-Франківської області. Спеціальність — організація сільськогосподарського виробництва, механізатор широкого профілю — шофер-тракторист, слюсар.
- У 1995 році закінчив історичний факультет Прикарпатського університету імені В. Стефаника за спеціальністю вчитель історії.
- 1997—1998 рр. — навчання на економічному факультеті Івано-Франківського інституту менеджменту та економіки.
- 1998—1999 рр. — навчався на економічному факультеті Прикарпатського університету імені В. Стефаника.
- У 2010 році закінчив юридичний факультет Університету права та економіки імені Данила Галицького та отримав диплом юриста (бакалавр права).
- З 2012 по 2014 рр. навчався в Національній Академії державного управління при Президентові України, отримав спеціальність магістр державного управління.
- 14 лютого 2014 року на відмінно захистив магістерську роботу «Діяльність державних органів України у сфері захисту прав українських громадян за межами її національної території».

### Освіта за кордоном
В 2008 році отримав диплом спеціаліста із врегулювання міжкультурних конфліктів (Іспанія, Валенсія), центр CEIM, Католицький університет.

### Трудова діяльність
- 1987 рік — сезонні роботи в Україні та Росії (водій, будівельник), сільськогосподарські роботи.
- 1987—1989 роки — служба в Радянській Армії, військова частина № 44267, старшина батареї МВО.
- 1990—1991 роки — завод «Позитрон», 19-й цех (м. Івано-Франківськ), оператор 5-го розряду плазмохімічного травлення.
- 1991—1993 роки — міське споживче товариство (м. Івано-Франківськ), торговий комплекс «Кооператор», адміністратор.
- 1994—1999 роки — працював в секторі дрібного приватного бізнесу на посадах експедитора, менеджера, директора в м. Івано-Франківськ.
- 1999—2021 роки — робота за кордоном, в Іспанії. Працював різноробочим, садівником, будівельником, менеджером, директором будівельної фірми, редактором газети, юристом.
- 2008—2010 роки — представник Інституту зовнішньої комерції Валенсії в Україні.
- 2010—2011 роки — приватний підприємець у м. Івано-Франківськ.
- З листопада 2012 до листопада 2013 року — державний службовець, радник голови Івано-Франківської державної адміністрації з питань європейської інтеграції та інвестицій, Івано-Франківськ. Державну присягу прийняв 6 листопада 2012 року. Звільнився 14 листопада 2013 року з приходом нового голови ОДА.
- З листопада 2013 року — Президент Україно-Іспанської Торгової палати, Валенсія, Іспанія.

Офіційний представник Торгово-Промислової палати України в Іспанії.
Шеф-редактор газети «Європейський українець».

### Громадська діяльність
- 1989—1991 роки — участь в національно-патріотичному русі, участь у студентських страйках.
- 1987—1988 роки — голова профкому групи в училищі.
- 1990—1991 роки — член профкому заводу «Позитрон», член товариства книголюбів та товариства «Просвіта».
- 2002 рік — створив асоціацію українців «Берегиня» (Валенсія, Іспанія) та газету «Країна Валенсіана», «Родина», «Українська родина». Віцепрезидент асоціації.
- З 2003 року по сьогодні — президент асоціації українців в Іспанії «Україна», є одним із фундаторів громадського руху в Іспанії та Європі, створював Федерацію українських асоціацій в Іспанії. Сприяв у створенні українських громадських організацій, церков, шкіл, займається благодійністю для потреб соціальних та державних закладів області.
- 2004 рік — голова організаційної ради по проведенні виборів Президента України у Валенсії, організатор та співорганізатор Помаранчевих Майданів в Іспанії.
- З 2005 року по сьогоднішній день — президент Федерації українських асоціацій в Іспанії.
- З 2006 року — член Світового Конґресу Українців, Європейського Конгресу Українців та Української Всесвітньої Координаційної ради.
- У серпні 2006 року на IV Всесвітньому Форумі українців обраний до складу Президії УВКР від Іспанії, Італії та Португалії.
- 2006 рік — обраний заступником Голови Міжнародного громадського об'єднання «Четверта хвиля», репрезентуючи українців всієї Європи.
- 2007 рік — співорганізатор I Всесвітнього економічного форуму в Києві «Українці світу — для України».
- 2008 рік — створив Івано-Франківське обласне товариство трудових мігрантів та членів їхніх родин «Лелеки».
- З 2009 року — позаштатний радник Прем'єр-міністра України Юлії Тимошенко із питань трудових мігрантів.
- З 2008 року — академік Академії козацтва, генерал-майор Українського гетьманського війська.
- З 2008 року — член Національної Спілки журналістів України (НСЖУ).
- З 2011 року — Генерал-лейтенант Українського Козацтва.

Член Президії Конгресу емігрантських меншин, Іспанія.
Організував особисто, був співорганізатором та учасником понад 150 заходів — Всесвітні Форуми українців, з'їзди та річні збори Світового Конґресу українців, семінарах, конференціях та брифінгах по захисту прав українців у світі та Україні, участь у Конгресі української інтелігенції. Був керівником правничої секції на 5-му Всесвітньому Форумі українців. На сьогодні очолює соціально-правничий напрямок Комісії УВКР по трудових мігрантах-заробітчанах (громадянах України у світі).
З березня 2014 року очолив Раду по створенню Громадського об'єднання громадських організацій Прикарпаття.
Брав участь у роботі Координаційної Ради по підтримці громадян Прикарпаття в надзвичайних ситуаціях та прийому на Прикарпатті сімей із Криму та Східної України, Івано-Франківськ.
Член Всеукраїнського громадського об'єднання «Майдан» із 15 грудня 2013 року.
Учасник Майдану в Києві, Івано-Франківську та Іспанії.
Підписав ряд колективних звернень до євроінституцій та ООН від СКУ, ЄКУ, УВКР, інші петиції.
Член Народної Самооборони Івано-Франківська.

### Видавнича діяльність
- Видавав в Європі українську газету «Європейський українець», яка виходила в Іспанії, Німеччині, Італії, Португалії, Греції та Франції.
- Видав соціально-юридичний довідник «Для українця в Іспанії» на 240 сторінок.
- Видав брошуру на 60 сторінок іспанською мовою «Голодомор в Україні».
- Автор більше сотні статей, публікацій та виступів.

### Нагороди
- У серпні 2008 року на 9-му Конґресі СКУ нагороджений найвищою нагородою Світового Конгресу українців медаллю святого Володимира за допомогу українцям та Україні.
- Січень 2009 року — нагороджений відзнакою «Патріот України» та занесений до книги «Гордість країни, цвіт нації».
- У 2010 році був представлений УВКР до державної нагороди-ордена «За заслуги» III ступеня.
- У 2012 році — відзначений медаллю «За заслуги перед Прикарпаттям».
- У 2014 році — відзначений ювілейною медаллю УВКР «До 200-річниці з дня народження Т. Г. Шевченка».

Особисто та через очолювані ним організації займається благодійністю та меценатством.

### Знання іноземних мов
Знає українську, іспанську, російську, італійську, португальську, польську та англійську мови.